# Shanley Caswell
Pour les articles homonymes, voir Caswell.
Shanley Caswell est une actrice américaine, née le 3 décembre 1991 à Sarasota, en Floride (États-Unis).

## Filmographie

### Films
- 2011 : Detention : Riley Jones
- 2013 : Conjuring : Les Dossiers Warren : Andrea Perron

### Télévision
- 2008 : Zoé : Audrey (épisode Les affaires sont les affaires)
- 2009 : Un regard sur le passé : Kamilla
- 2010 : iCarly : Tara (épisode Le concours de beauté)
- 2010 : Bones : Dede (épisode Le Boucher de Burtonville)
- 2010 : The Mentalist : Nadine Russo (épisode Basses Vengeances)
- 2010 : The Middle : Samantha (Deux épisodes)
- 2010 : Les Experts : Manhattan : Rachel Weber (épisode Cruelles chutes, première partie)
- 2013 : Vegas : Patricia (épisode Un plus gros poisson)
- 2014 : NCIS : Nouvelle-Orléans : Laurel Pride
- 2014 : Adolescence tourmentée : Olivia Marks (High School Possession)
- 2015 : Scorpion : Dorie
- 2024 : Magnum : Amelia Reese (épisode Un jour viendra)